# Mistrzostwa Świata w Pływaniu na krótkim basenie 2016 – 4 × 200 m stylem dowolnym kobiet
4 × 200 m stylem dowolnym kobiet – jedna z konkurencji, które odbyły się podczas Mistrzostw Świata w Pływaniu na krótkim basenie 2016. Eliminacje i finał miały miejsce 10 grudnia.
Złoty medal zdobyły reprezentantki gospodarzy, Kanadyjki, które uzyskały czas 7:33,89 i o prawie pięć sekund wyprzedziły sztafetę amerykańską (7:38,65). Brąz wywalczyły Rosjanki (7:39,93) pokonując reprezentantki Australii o 0,07 s.

## Rekordy
Przed zawodami rekordy świata i mistrzostw wyglądały następująco:
| Rekord                   | Reprezentacja | Czas    | Miejsce | Data           |
| ------------------------ | --- | ------- | ------- | -------------- |
| Rekord świata            | Holandia · Inge Dekker (1:54,73) · Femke Heemskerk (1:51,22) · Ranomi Kromowidjojo (1:54,17) · Sharon van Rouwendaal (1:52,73) | 7:32,85 | Doha    | 3 grudnia 2014 |
| Rekord mistrzostw świata | Holandia · Inge Dekker (1:54,73) · Femke Heemskerk (1:51,22) · Ranomi Kromowidjojo (1:54,17) · Sharon van Rouwendaal (1:52,73) | 7:32,85 | Doha    | 3 grudnia 2014 |

## Wyniki

### Eliminacje
Eliminacje odbyły się o 12:12 czasu lokalnego.
| Miejsce | Tor | Państwo           | Zawodniczka                                                                                                   | Czas    | Uwagi |
| ------- | --- | ----------------- | --- | ------- | ----- |
| 1.      | 8   | Stany Zjednoczone | Mallory Comerford (1:54,63) Sarah Gibson (1:55,46) Katie Drabot (1:56,18) Leah Smith (1:54,98)                | 7:41,25 | Q     |
| 2.      | 3   | Chiny             | Zhang Yuhan (1:57,06) Ai Yanhan (1:56,65) Dong Jie (1:56,44) Shen Duo (1:56,10)                               | 7:46,25 | Q     |
| 3.      | 7   | Kanada            | Kennedy Goss (1:55,97) Alexia Zevnik (1:55,87) Taylor Ruck (1:56,79) Penny Oleksiak (1:57,70)                 | 7:46,33 | Q     |
| 4.      | 2   | Rosja             | Daria Mułłakajewa (1:56,83) Irina Kriwonogowa (1:57,97) Darja Ustinowa (1:54,92) Arina Opionyszewa (1:56,67)  | 7:46,39 | Q     |
| 5.      | 0   | Japonia           | Tomomi Aoki (1:56,14) Chihiro Igarashi (1:56,00) Yui Yamane (1:58,32) Aya Takano (1:57,01)                    | 7:47,47 | Q     |
| 6.      | 9   | Australia         | Carla Buchanan (1:57,00) Jemma Schlicht (1:57,95) Ariarne Titmus (1:56,71) Kiah Melverton (1:56,95)           | 7:48,61 | Q     |
| 7.      | 5   | Niemcy            | Annika Bruhn (1:56,94) Marlene Huther (1:57,65) Reva Foos (1:56,18) Celine Rieder (1:59,90)                   | 7:50,67 | Q     |
| 8.      | 4   | Dania             | Signe Bro (1:57,11) Sarah Bro (1:59,37) Mie Nielsen (1:55,89) Maj Howardsen (1:59,39)                         | 7:51,76 | Q     |
| 9.      | 1   | Czechy            | Barbora Seemanová (1:58,63) Simona Baumrtová (1:57,33) Barbora Závadová (1:58,15) Martina Elhenická (1:58,78) | 7:52,89 |       |
| 10.     | 6   | Makau             | Tan Chi Yan (2:07,03) Lei On Kei (2:10,06) Choi Weng Tong (2:13,81) Long Chi Wai (2:11,10)                    | 8:42,00 |       |

### Finał
Finał odbyły się o 20:18 czasu lokalnego.
| Miejsce | Tor | Państwo           | Zawodniczka                                                                                                 | Czas    | Uwagi |
| ------- | --- | ----------------- | --- | ------- | ----- |
| 1. !    | 3   | Kanada            | Katerine Savard (1:55,53) Taylor Ruck (1:51,69) Kennedy Goss (1:54,62) Penny Oleksiak (1:52,05)             | 7:33,89 | AM    |
| 2. !    | 4   | Stany Zjednoczone | Leah Smith (1:54,87) Mallory Comerford (1:53,32) Sarah Gibson (1:55,43) Madisyn Cox (1:55,03)               | 7:38,65 |       |
| 3. !    | 6   | Rosja             | Daria Mułłakajewa (1:57,53) Darja Ustinowa (1:55,13) Arina Opionyszewa (1:54,83) Wieronika Popowa (1:52,44) | 7:39,93 |       |
| 4.      | 7   | Australia         | Brittany Elmslie (1:54,83) Carla Buchanan (1:54,65) Ariarne Titmus (1:55,14) Kiah Melverton (1:55,38)       | 7:40,00 |       |
| 5.      | 2   | Japonia           | Tomomi Aoki (1:56,49) Chihiro Igarashi (1:54,93) Aya Takano (1:56,73) Rikako Ikee (1:53,82)                 | 7:41,97 |       |
| 6.      | 5   | Chiny             | Zhang Yuhan (1:56,50) Ai Yanhan (1:55,77) Dong Jie (1:56,53) Shen Duo (1:53,29)                             | 7:42,09 |       |
| 7.      | 1   | Niemcy            | Annika Bruhn (1:56,79) Reva Foos (1:55,17) Marlene Huther (1:57,14) Celine Rieder (1:59,12)                 | 7:48,22 |       |
| 8.      | 8   | Dania             | Signe Bro (1:57,10) Mie Nielsen (1:55,15) Sarah Bro (1:58,37) Maj Howardsen (1:59,33)                       | 7:49,95 |       |